# Merlin (seriál)
Merlin (v anglickém originále Merlin nebo The Adventures of Merlin) je dobrodružný fantasy seriál britské televizní stanice BBC One, kde byl vysílaný od 20. září 2008 do 24. prosince 2012. Vychází z legend o kouzelníku Merlinovi a králi Artušovi, od jejíž tradiční podoby se však v mnoha ohledech liší.
V České republice byl seriál vysílán premiérově na kanálu AXN Sci-Fi a poslední dvě řady na AXN.

## Děj
Celý příběh začíná příchodem mladého čaroděje Merlina do Kamelotu, kde se ho ujme na požádání jeho matky dvorní lékař Gaius. Nezkušený kouzelník později zjišťuje, že je na Kamelotu již delší dobou zakázaná veškerá magie králem Utherem Pendragonem, který ji bez milosti trestá a každého jejího uživatele nechává neprodleně popravit a který zároveň uvěznil hluboko pod Kamelot posledního z draků, Kilgharraha, který svým voláním probouzí ze spánku Merlina a sdělí mu důležitou roli v jeho osudu: chránit vlastním životem syna krále, Artuše, se kterým mají sjednotit celý Albion a na kterého nemá Merlin zrovna kladný názor. Po prvním setkání začal Merlin o Artušovi smýšlet pouze jako o rozmazleném a arogantním korunním princátku a Artuš si o Merlinovi nemyslí rozhodně nic pozitivnějšího. Situace se ale obrací po tom, co Merlin mladého prince zachrání před smrtí a Uther ho prohlašuje jeho sluhou. I když se to ze začátku ani jednomu z nich nezamlouvá a Merlin se stává jeho sluhou víceméně nedobrovolně, po nějakém čase se jejich vzájemný vztah výrazně zlepší a Merlin se stane nejen Artušovým oddaným sluhou, ale i loajálním přítelem, který mu vždycky stojí po boku v dobrém i zlém (samozřejmě v klasickém stylu BBC nesmí chybět queercoding).

## Postavy a obsazení
| Postava                       | České pojmenování       | Herec            | Poznámka                                                                               |
| ----------------------------- | ----------------------- | ---------------- | -------------------------------------------------------------------------------------- |
| Merlin (Emrys)                | Merlin (Emrys)          | Colin Morgan     | největší kouzelník všech dob, jehož osudem je ochraňovat Artuše a s ním stvořit Albion |
| King Arthur Pendragon         | Král Artuš Pendragon    | Bradley James    | král Kamelotu, jehož osudem je stvořit Albion                                          |
| Guinevere (Gwen)              | Guinevere (Gwen)        | Angel Coulby     | původně služebná, zamiluje se do Artuše                                                |
| Morgana Pendragon             | Morgana Pendragon       | Katie McGrath    | Viz Morgana Le Fay                                                                     |
| Uther Pendragon               | Uther Pendragon         | Anthony Head     | Artušův otec, původní král Kamelotu                                                    |
| Gaius                         | Gaius                   | Richard Wilson   | lékař na Kamelotu, Merlinův opatrovatel a učitel                                       |
| Sir Lancelot                  | Lancelot                | Santiago Cabrera | rytíř Kamelotu, milenec Guinevere                                                      |
| Sir Gwaine                    | Gwaine                  | Eoin Macken      | Viz Sir Gawain a Zelený rytíř                                                          |
| Morgause                      | Morgause                | Emilia Fox       | nevlastní sestra Morgany                                                               |
| Lord Agravaine                | Lord Agravaine          | Nathaniel Parker | Artušův strýc z matčiny strany                                                         |
| The Great Dragon (Kilgharrah) | Velký drak (Kilgharrah) | John Hurt        |                                                                                        |
| Sir Leon                      | Leon                    | Rupert Young     | rytíř Kamelotu                                                                         |
| Sir Percival                  | Percival                | Tom Hooper       | rytíř Kamelotu                                                                         |
| Sir Elyan                     | Elyan                   | Adetomiwa Edun   | rytíř Kamelotu, bratr Guinevere                                                        |
| Mordred                       | Mordred                 | Alexander Vlahos | druid, rytíř Kamelotu                                                                  |
| Nimueh                        | Nimue                   | Michelle Ryan    | čarodějnice                                                                            |
| Hunith                        | Hunith                  | Caroline Faber   | matka Merlina, manželka Balinora                                                       |

## Řady a díly
Dne 24. července 2011 bylo oznámeno, že se připravuje pátá série, jejíž natáčení mělo začít v březnu 2012 ve Walesu a v Pierrefonds ve Francii. Stejně jako ostatní serie měla nakonec 13 epizod.